# Докельтське населення Західної Європи

Поширення перших кельтів в Європі: гальштатська і латенська культури.

Докельтський період в історії Центральної та Західної Європи відноситься до часу безпосередньо перед появою гальштатської культури, яку відносять до кельтів і пізнішої латенської культури, а також їхніх нащадків — кельтських народів, уже відомих за історичними джерелами. Таким чином, докельтський період охоплює пізній неоліт та бронзову добу Європи, тоді як кельтський починається з залізної доби, близько 9 століття до н. е. Під «докельтськими» народами розуміють ті, які мешкали до кельтів на території максимального поширення кельтів в 1 столітті до н. е.
Хоча докельтське населення було, найімовірніше, не індоєвропейським за походженням, до нього не можна застосувати термін М. Гімбутас «стара Європа», оскільки докельтське населення жило поблизу Атлантики і відносилося до мегалітичних культур, тоді як термін Гімбутас охоплює балканські та центральноєвропейські неолітичні культури мальованої кераміки без мегалітичних традицій.

## Археологія

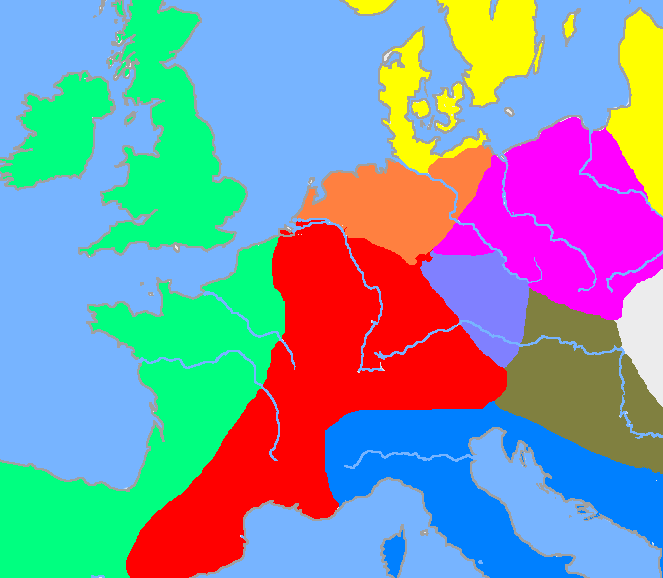
Схематичне розташування культур пізньої бронзової доби Європи, близько 1200 р. до н. н. : культура террамар (синій), центральна культура полів поховальних урн (червоний), північна КППУ (помаранчевий), лужицька культура (пурпурний), Кновізька культура (фіолетовий), дунайські культури (коричневий), Атлантична бронза (зелений), Скандинавська бронза (жовтий)

Як в континентальній Європі, так і на Британських островах з докельтським населенням пов'язана традиція спорудження мегалітів (археологічні культури атлантичної бронзової доби: Шасе,  Сени-Уази-Марни, Віндмілл-Хілл тощо). У ряді місць ці культури співіснували з більш архаїчними, що зберігали пережитки мезоліту (культура Пітерборо) або утворювали з ними гібридні культури. Виникнення  традиції дзвоноподібних кубків, коли будівництво мегалітів поступово припиняється, а старі перебудовуються, можливо, пов'язано з приходом в атлантичний регіон перших індоєвропейців, які, проте, не обов'язково були предками кельтів.
Прото-кельти могли входити до складу ряду ранньоіндоевропейських культур Європи: Унетицька, курганних поховань, полів поховальних урн, центр яких знаходився на території сучасних південно-східній Німеччині, Австрії та Чехії.

## Історичні джерела
До часу першої згадки кельтів в письмових джерелах, близько 600 р. до Р. Х., вони вже були широко поширені в Іберії, Галлії та Центральній Європі. До цього часу кельти вже заселили велику територію і були роздроблені на декілька десятків племен. Археологічні культури, однозначно ототожнюються з кельтами — латенська і гальштатська — у свою чергу, мають поділ на велику кількість субкультур. У ряді випадків могла мати місце гібридизація кельтів з докельтським населенням — так, Страбон зазначав, що лігури в римську епоху за своїми звичаями не відрізнялися від кельтів, хоча і мали інше походження.
В Ірландії «Книга захоплень» наводить псевдоісторичну хроніку, де згадується ряд народів, що вторгалися в Британію.
У літописах пізньоримського періоду і раннього Середньовіччя згадуються народи, що населяли Британію до бриттів і гойделів: каледонці, круїтні, пікти (що мали поділ на ряд племен-королівств: дікалідони, вертуріони тощо), сенхіноли, проте в історичний період вони практично повністю кельтизовані. Ряд народів з незрозумілим походженням — наприклад, аттакотти — тим не менш, легше ототожнити з кельтським населенням, ніж з докельтським.

## Мови
Прихильники гіпотези палеолітичної безперервності припускають, що індоєвропейські мови і їхні предки існували в Європі безперервно з часів палеоліту. Ця гіпотеза, проте, на початок ХХІ сторіччя користується підтримкою лише невеликої кількості фахівців. Припущення Грея і Аткінсона (Gray and Atkinson) про те, що біфуркація протокельтської і протоіндоєвропейської мов відбулася близько 4 Кілороків до Р. Х., користується підтримкою переважно серед прихильників анатолійської гіпотези про походження індоєвропейців. При цьому, саме датування засноване на припущенні, що мови, у тому числі — індоєвропейські, змінюються за рівні проміжки часу однаково, що зазвичай спростовується завдяки масі прикладів зворотного. У той же час, прихильники курганної гіпотези пропонують пізніше датування.
В історичну епоху на околицях області поширення кельтів існували палеоіспанські мови (в Іберії) і тирренські мови (в Італії), але область, що відновлена згідно з різними гіпотезами їх доісторичного поширення, зачіпає лише невелику частину території кельтів в епоху розквіту їхньої культури. Мови атлантичних культур збереглися або у вигляді глосс та окремих формантів (Лігурійська мова), або у вигляді дуже коротких, що не підлягають інтерпретації пам'яток (піктська мова). Ряд кельтологів включає ці мови до складу кельтських. Протилежна точка зору заснована на гіпотезі про існування в Європі в епоху пізньої бронзи більшого мовного розмаїття в індоєвропейському середовищі, зокрема вказується на мови Адріатичних венетів, можливо спорідненних венетам Бретані і венедам межиріччя Одеру і Вісли, лузітанам в Іспанії, іллірійцям. Але це не виключає подальшої повної або часткової кельтізації перерахованих народів.

## Антропологія

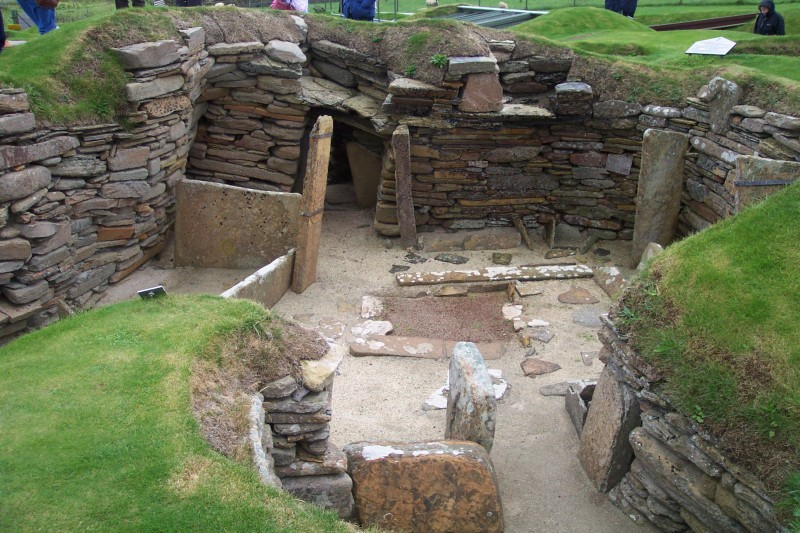
Скара-Брей — єдине збережене до нашого часу село неоліту

### Неоліт
Археологічні дослідження неолітичних мешканців Британії показують, що середній зріст чоловіка становив близько 170 см (трохи вище на Оркнейських островах, нижче в Ейвбері). Конституція тіла була граціальною (в Уельсі, де зберігалися нащадки мезолітичного населення — трохи більш масивною), черепа — доліхоцефальними. Археологи відзначають, що деякі черепи дорослих неолітичних жителів виглядали «дитячими».

### Бронзова доба
Імовірно індоєвропейські прибульці бронзової доби були брахіцефалами, з масивнішою конституцією тіла і в середньому вищим зростом.

### Залізна доба
Про піктів давні джерела пишуть, що ті були низькорослими в порівнянні з кельтами. На одному з каменів з огамічним письмом збереглося зображення пікта з яскраво вираженими середземноморськими рисами обличчя.

## Генетика
Вивчення ДНК сучасного європейського населення говорить про те, що лише гаплогрупа I (близько 25% населення Європи) може бути пов'язана з населенням Європи епохи палеоліту і мезоліту.
Деякі рідкісні гаплогрупи Європи пов'язані з прибульцями зі Східного Середземномор'я епохи пізнього мезоліту і раннього неоліту. Це:
- J2 — кілька хвиль міграції: культура кардіальної кераміки;
- E1b1b — аграрні культури мальованої кераміки (міграція з Близького Сходу на Балкани через Анатолію);
- G — вихідці з Кавказу (тіррени?), Що прийшли через Малу Азію; Культура лінійно-стрічкової кераміки[6]; в міграціях останніх була представлена також рідкісна в наші дні гаплогрупа F.

У сучасній Європі домінують дві гаплогрупи, властиві насамперед індоєвропейським народам: R1b переважно в Західній Європі, R1a у Східній Європі (а також у Росії, Індії та Афганістані); передбачається, що обидві гаплогрупи прибули в Європу в ході міграції індоєвропейців в мідну добу.

### Споріднені гіпотези
- Генетична історія Європи
- Доіндоєвропейський субстрат
- Стара Європа
- Гідроніми давньої Європи
- Догерманський субстрат

### Острівний докельтський субстрат
- Доісторична Британія
- Бронзова доба Британії
- Доісторична Ірландія
- Доісторичний Уельс
- Доісторична Шотландія
- Догойдельський субстрат
- Аттакотти
- Каледонці
- Круїтні
- Культура Віндмілл-Хілл
- Культура Пітерборо
- Пікти
- Сенхіноли
- Культура дзвоноподібних келихів
- Уессекська культура

### Континентальний докельтський субстрат
- Атлантична бронзова доба
- Культура лінійно-стрічкової кераміки
- Культура Сени-Уази-Марни
- Культура Шасе
- Киінети
- Лігури
- Лузітани
- Мегаліти
- Палеоіспанські мови
- Північно-західний блок